# Saint-Chamond (carro armato)
Il Saint-Chamond è un carro armato pesante francese della prima guerra mondiale, peculiare sia per la posizione dell'armamento principale, infisso nella prua dello scafo e non in torretta o in gondole laterali, sia per la sproporzione dello scafo rispetto al treno di rotolamento.

## Storia

### Sviluppo
Nel dicembre 1915 il colonnello dell'artiglieria Jean Baptiste Estienne scrisse al generale Joseph Joffre, comandante in capo dell'Armée de terre, sui requisiti relativi a un veicolo blindato basato sul trattore Holt da 75 hp. I due militari ebbero un incontro dal quale scaturì la richiesta per il carro medio Schneider CA1, ma Estienne aveva aggirato i normali canali ufficiali per guadagnarsi la riunione; a questo punto il generale Mourret, comandante il Servizio Tecnico Automobilistico e responsabile dello sviluppo automobilistico dell'esercito francese, ordinò ad uno del suo ingegneri, il colonnello Emile Rimailho, di sviluppare al più presto un carro "ufficiale." Rimailho si basò nuovamente sul trattore Holt, ed il primo prototipo del nuovo carro fu assemblato nel febbraio 1916 dalla Compagnie des forges et aciéries de la marine et d'Homécourt (FAMH) di Saint-Chamond sotto la direzione del tenente Foughé, proveniente dal Servizio Tecnico: le specifiche del progetto vennero presentate dallo stesso Rimailho al Ministero della Guerra, dove intratteneva relazioni amichevoli in ragione del contributo dato nella progettazione del noto cannone da campagna modello 1897. Il mezzo fu presentato all'esercito nel settembre dello stesso anno e venne accettato dai vertici militari.
Il Ministero della Guerra dette il suo benestare per l'installazione, nella parte anteriore del mezzo, di un cannone a tiro rapido Saint Chamond L12CTR (Canon à Tir Rapide) da 75 mm. Il risultato di questa decisione influì negativamente sulla mobilità del neonato carro, più lungo e più pesante dello Schneider CA 1; in particolare la camera di combattimento venne a estendersi, sia davanti che dietro, ben oltre l'effettiva dimensione del treno d'appoggio. L'architettura generale del veicolo fu molto poco ergonomica in combattimento, tanto che si registrarono casi di veicoli letteralmente "piantati" nel terreno.

### Produzione
Nel frattempo, l'8 aprile 1916 era stato emesso un ordine per la produzione di 400 esemplari, i primi dei quali uscirono di fabbrica nell'aprile 1917. L'ultimo dei 377 esemplari prodotti venne consegnato all'esercito francese nel marzo 1918.

### Impiego operativo
Il carro d'assalto Saint-Chamond entrò in azione per la prima volta il 5 maggio 1917, quando una compagnia di 16 carri, appoggiati anche da due Schneider CA1, sostennero un attacco di fanteria al Mulino di Laffaux (Moulin de Laffaux) sul fronte della 6ª Armata francese. Un carro Saint-Chamond si piantò in una trincea della prima linea tedesca. Lo stesso accadde nel successivo grande attacco di carri francesi eseguito a ottobre, quando solamente gli Schneider oltrepassarono le trincee tedesche. Il carro Saint-Chamond venne usato con un certo successo, ma il suo problema principale risultò la cingolatura, molto più corta dello scafo, a sua volta estremamente lungo. Tutti questi fattori lo rendevano particolarmente instabile durante la marcia, soprattutto su terreno accidentato o se il carro doveva attraversare delle trincee.
Verso la fine del 1917 e ancor di più durante il 1918, furono apportati al carro un certo numero di miglioramenti:
1. Adozione del tetto con due spioventi per impedire che le granate a mano tedesche restassero sopra il carro.
2. Adozione di una sola cupola, diventata di forma quadrangolare, per la postazione di condotta del mezzo.
3. Adozione di maglie per cingoli in acciaio migliore, allargati da 326 a 500 mm.
4. Adozione di rulli posti sotto l'estremità anteriore e sotto la parte posteriore del carro per facilitare la progressione del mezzo su terreno difficile.
5. Adozione del cannone modèle 1897 da 75 mm al posto del Saint-Chamond L12CTR.Un carro Saint-Chamond in esposizione a Saumur

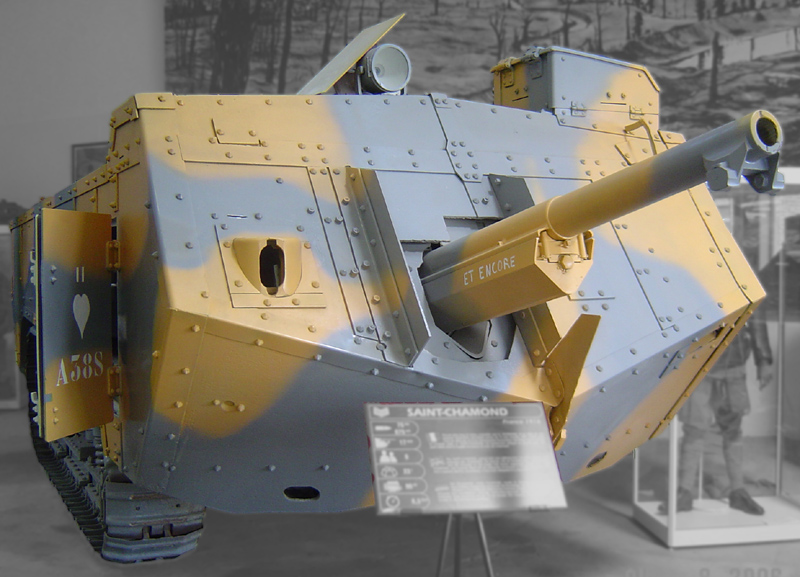
Un carro Saint-Chamond in esposizione a Saumur

Dal febbraio 1917 al febbraio 1918 vennero creati, presso il campo di addestramento di Champlieu, 12 gruppi di carri d'assalto Saint-Chamond: numerati da AS 31 ad AS 42, ciascun reparto era composto di tre batterie su quattro carri.
Il carro d'assalto Sain- Chamond trovò il suo ruolo più efficace nel 1918, dopo la ripresa della guerra di movimento, in quanto il modello 1897 da 75 mm a canna lunga era capace di impegnare direttamente l'artiglieria da campagna avversaria. L'ultima grande azione che vide protagonista il carro Saint-Chamond avvenne il 18 luglio 1918 nel saliente di Soissons-Reims, quando la 10ª Armata francese contrattaccò con il sostegno di 216 Schneider CA1, 131 Saint-Chamond e 220 Renault FT:
Nel corso dei duri combattimenti del 1918 i carri Schneider parteciparono a 473 azioni diverse, gli Saint-Chamond a 375. Alla data dell'armistizio solamente 72 carri erano utilizzabili sui 400 costruiti. Nel 1918 almeno 48 esemplari vennero convertiti in carri rifornimento (char de ravitaillement), privi dell'armamento principale, e con una placca corazzata al posto della feritoia per il cannone.

## Descrizione tecnica
Carro d'assalto, peso in ordine di combattimento 23.400 kg, lunghezza 8,83 m (compreso il cannone), larghezza 2,67 m, altezza 2,34 m, velocità massima 8,5 km/h, autonomia 59 km. L'equipaggio era composto da 9 persone: capo carro, capo pezzo, due artiglieri, quattro mitraglieri e un meccanico.
Il propulsore era un motore a benzina Panhard et Levasser a 4 cilindri erogante 90 hp a 1.450 giri/minuto, associato ad una trasmissione elettrica Crochat-Colardeau e a una dinamo che alimentava due motori elettrici, uno per ogni treno di rotolamento. Sui primi 165 carri venne installato un cannone da 75 mm TR Mle 1915, mentre i successivi 235 ricevettero il modèle 1897 da 75 mm lungo 36 calibri (L/36): a causa della sede del pezzo, fissato in casamatta anteriore invece che in torretta, il carro viene considerato l'antesignano dei cannoni d'assalto. I primi carri di produzione avevano una corazzatura di 11,5 mm, salita successivamente a 17 mm per contrastare l'impiego tedesco del munizionamento perforante "K" in acciaio trattato con carburo di tungsteno.

## Esemplari esistenti
L'unico esemplare esistente al mondo del cannone d'assalto Saint Chamond è "Et encore", esposto al Musée des Blindée di Saumur, già parte della collezione dell'US Army Ordnance Museum situato presso l'Aberdeen Proving Grounds del Maryland e restituito alla Francia nel 1987.